# O Tae-geun
O Tae-geun (kor. 오태근; ur. 12 grudnia 1927) – południowokoreański zapaśnik walczący w stylu wolnym. Dwukrotny olimpijczyk. Zajął siedemnaste miejsce w Helsinkach 1952 i szesnaste w Melbourne 1956. Startował w kategorii do 67 kg.

## Letnie Igrzyska Olimpijskie 1952
| Konkurencja      | Rundy eliminacyjne       | Rundy eliminacyjne | Klas. końcowa |
| Konkurencja      | Przeciwnik I             | Przeciwnik II      | Miejsce       |
| ---------------- | ------------------------ | ------------------ | ------------- |
| 67 kg styl wolny | Heini Nettesheim (GER) P | József Gál (HUN) P | 17.           |

## Letnie Igrzyska Olimpijskie 1956
| Konkurencja      | Rundy eliminacyjne      | Rundy eliminacyjne         | Klas. końcowa |
| Konkurencja      | Przeciwnik I            | Przeciwnik II              | Miejsce       |
| ---------------- | ----------------------- | -------------------------- | ------------- |
| 67 kg styl wolny | Muhammad Ashraf (PAK) P | Alimbieg Biestajew (URS) P | 16.           |